# Katiramona
Katiramona est un quartier situé en Nouvelle-Calédonie dans la commune de Dumbéa. Il constitue une zone périurbaine du Grand Nouméa, en Province Sud.

## Géographie

### Localisation
Katiramona se situe dans la vallée du Col de Katiramona. Elle est entourée de collines et de montagnes formant une fôret sèche typique du sud-ouest de la Nouvelle-Calédonie.

## Enseignement
Katiramona est située dans l'académie de Nouvelle-Calédonie. Le quartier possède 1 collège , 1 école primaire , 1 école maternelle.

### Maternelle
- École Maternelle, "Les Colibris" : (Direction) Nadège R. : Depuis 2006

### Primaire
- École Primaire, "Paul Duboisé" : (Direction) André G. : Depuis 2009

### Collège
- Collège, "Jean Fayard" : (Principal) Jean-Yves L. : Depuis 2015